# Catasticta philone
Catasticta philone is een vlindersoort uit de familie van de witjes (Pieridae), onderfamilie Pierinae.
De wetenschappelijke naam van de soort werd in 1865 gepubliceerd door C. & R. Felder.